# Élie Ducommun

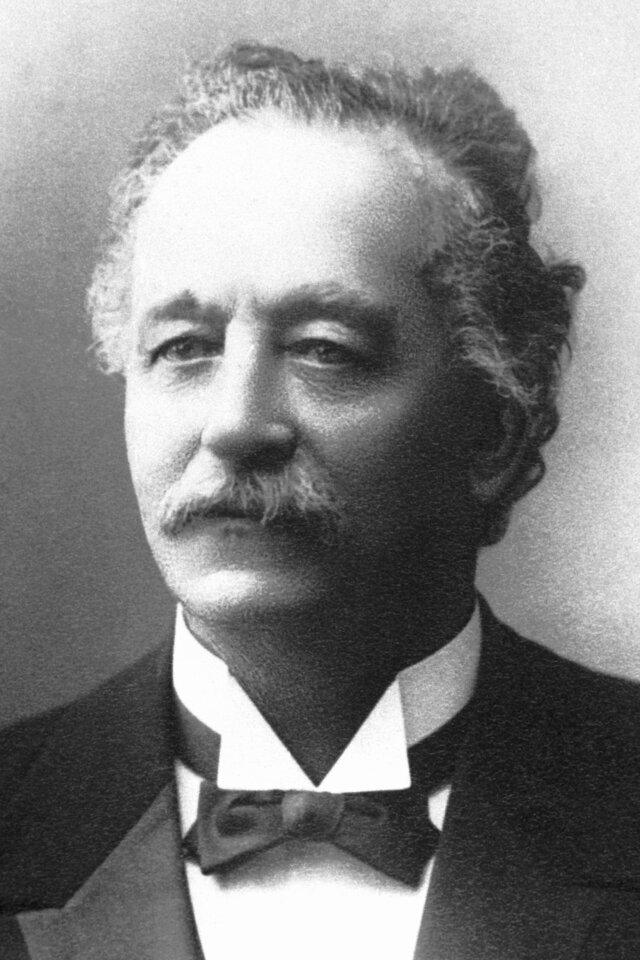
Élie Ducommun

Élie Ducommun (19.2.1833 – 7.12.1906) là một ký giả Thụy Sĩ và người hoạt động cho hòa bình. Ông đã đoạt giải Nobel Hòa bình năm 1902, chung với Charles Albert Gobat.
Sinh tại Genève, ông làm việc như một gia sư, giáo viên ngôn ngữ, ký giả, biên tập viên, cũng như thông dịch viên cho Phủ thủ tướng Liên bang Thụy Sĩ (1869-1873). Năm 1867 ông giúp việc thành lập Liên minh hòa bình và tự do (Ligue de la paix et de la liberté), mặc dù vẫn làm việc ở các chức vụ khác, trong đó có chức thư ký cho Công ty Thép Jura-Simplon từ năm 1873 tới năm 1891.
Năm này, ông được bổ nhiệm làm giám đốc Phòng Hòa bình Quốc tế (Bureau international de la paix), một tổ chức phi chính phủ mới được thành lập đặt trụ sở ở Bern (Thụy Sĩ). Ông đã từ chối nhận tiền lương, nói rằng mình mong được phục vụ trong khả năng chỉ vì lý tưởng. Tài tổ chức khéo léo của ông đã bảo đảm cho sự thành công của nhóm này.
Năm 1902, ông được thưởng Giải Nobel Hòa bình chung với Charles Albert Gobat. Ông tiếp tục làm giám đốc Phòng Hòa bình Quốc tế cho tới khi từ trần, năm 1906.